# Догнеча
Догнеча (рум. Dognecea) — село у повіті Караш-Северін в Румунії. Входить до складу комуни Догнеча.
Село розташоване на відстані 354 км на захід від Бухареста, 10 км на захід від Решиці, 67 км на південний схід від Тімішоари.

## Населення
За даними перепису населення 2002 року у селі проживали 1928 осіб.
Національний склад населення села:
| Національність | Кількість осіб | Відсоток |
| -------------- | -------------- | -------- |
| румуни         | 1751           | 90,8%    |
| німці          | 131            | 6,8%     |
| цигани         | 25             | 1,3%     |
| хорвати        | 11             | 0,6%     |
| угорці         | 8              | 0,4%     |

Рідною мовою назвали:
| Мова       | Кількість осіб | Відсоток |
| ---------- | -------------- | -------- |
| румунська  | 1776           | 92,1%    |
| німецька   | 129            | 6,7%     |
| угорська   | 8              | 0,4%     |
| хорватська | 8              | 0,4%     |
| циганська  | 5              | 0,3%     |